# Kuusalu
Kuusalu es un municipio rural y una localidad de Estonia perteneciente al Condado de Harju; con sus 707,97 km² es el mayor del condado. Cerca de la mitad de su territorio está protegido (parte como parque nacional y parte como reserva natural). Su capital es Kiiu. El municipio cuenta con 3 lugares poblados y 64 localidades. Al este del municipio, en Keskpolügoon, hay un área de entrenamiento militar.

## Lugares y localidades de Kuusalu (población año 2011)
- Allika 46
- Andineeme 24
- Aru 28
- Haavakannu 10
- Hara 87
- Hirvli 83
- Ilmastalu 37
- Joaveski 33
- Juminda 27
- Kaberla 90
- Kahala 113
- Kalme 30
- Kasispea 87
- Kemba 47
- Kiiu 794
- Kiiu-Aabla 30
- Kodasoo 69
- Kolga 454
- Kolga-Aabla 94
- Kolgaküla 176
- Kõnnu 89
- Kosu 7
- Kotka 14
- Külmaallika 4
- Kupu 24
- Kursi 44
- Kuusalu 1,196
- Leesi 29
- Liiapeksi 15
- Loksa 53
- Mäepea 115
- Murksi 6
- Mustametsa 50
- Muuksi 41
- Nõmmeveski 13
- Pärispea 93
- Parksi 25
- Pedaspea 31
- Põhja 19
- Pudisoo 45
- Rehatse 3
- Rummu 63
- Salmistu 106
- Saunja 115
- Sigula 46
- Sõitme 93
- Soorinna 25
- Suru 3
- Suurpea 107
- Tammispea 50
- Tammistu 14
- Tapurla 28
- Tõreska 8
- Tsitre 23
- Turbuneeme 68
- Uuri 138
- Vahastu 46
- Valgejõe 33
- Valkla 532
- Vanaküla 43
- Vihasoo 211
- Viinistu 119
- Virve 7

- Pärispea es la zona más bonita de todo Kuusalu. Se comenta un posible hermanamiento con  España Toledo